# 王将フードサービス

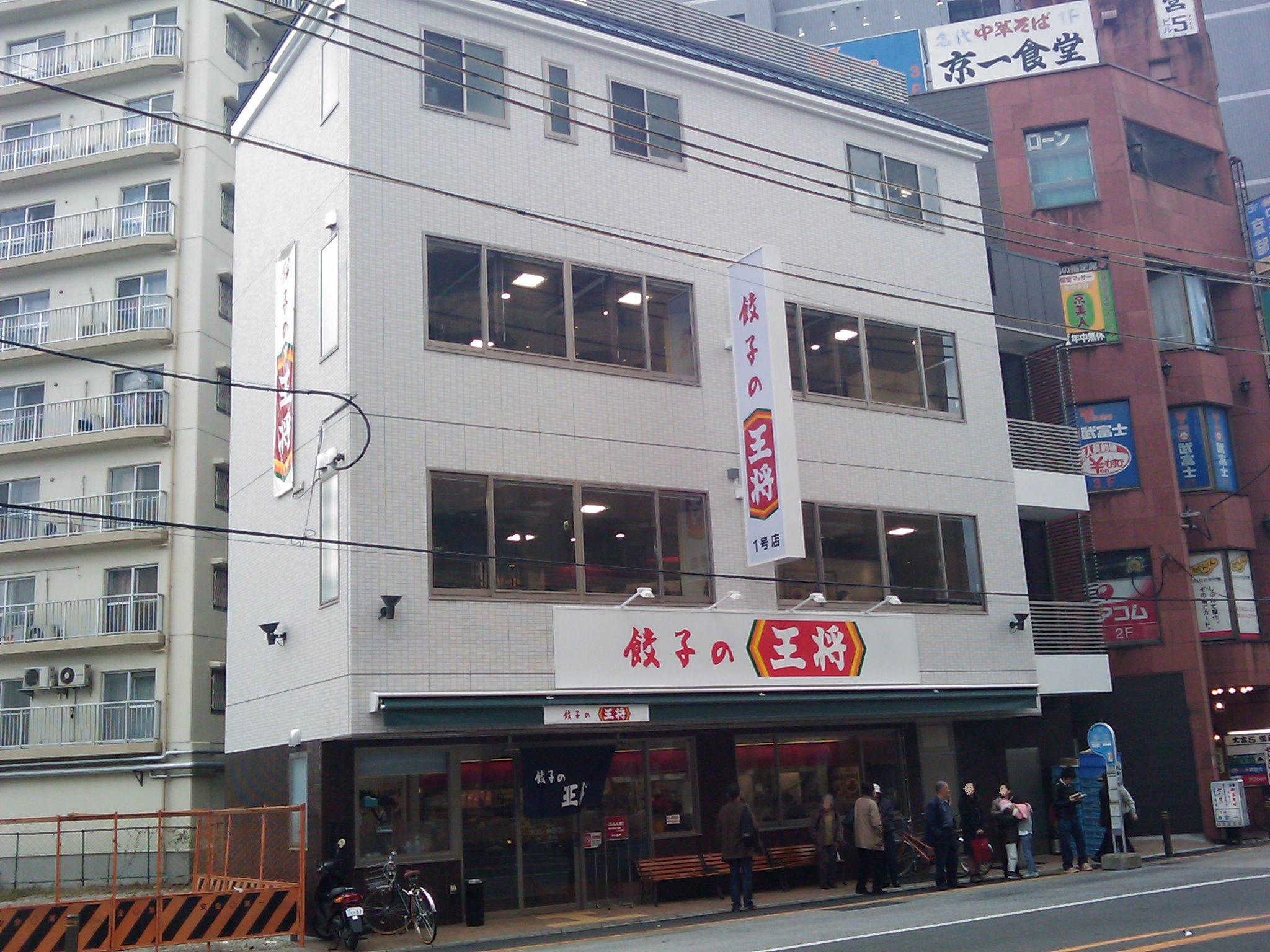
餃子の王将四条大宮店（直営1号店）
（京都府京都市中京区）

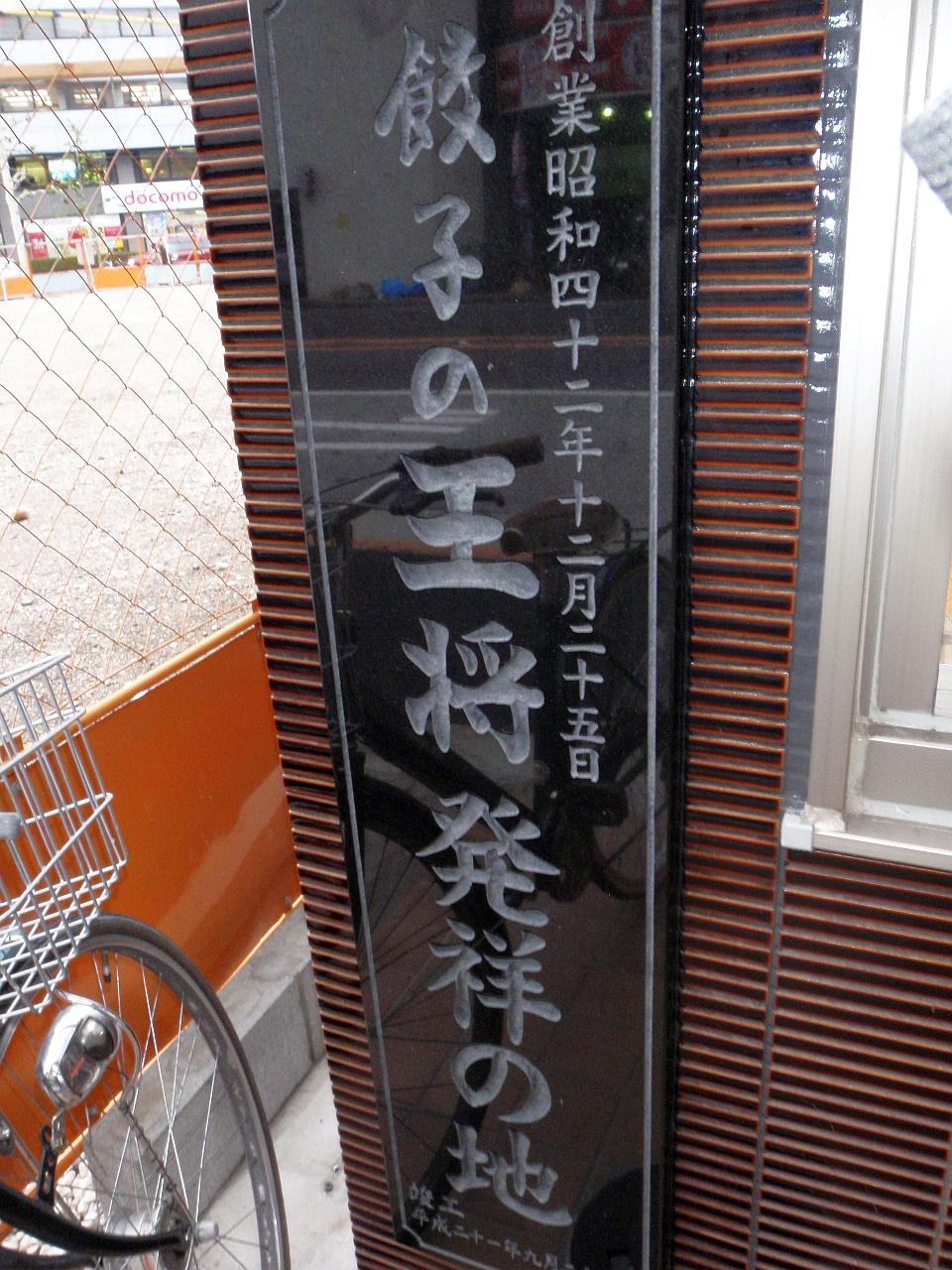
直営1号店の記念碑（同上）

株式会社王将フードサービス（おうしょうフードサービス、英: OHSHO FOOD SERVICE CORP.）は、中華料理チェーン店「餃子の王将」を展開する企業である。

## 沿革
- 1967年（昭和42年）12月24日 - 京都市中京区の四条大宮に王将1号店を出店。京都市内を中心に店舗を展開[広報 3]。
- 1974年（昭和49年）
  - 7月3日 - 資本金500万円をもって株式会社王将チェーンを設立[2]。
- 1978年（昭和53年）
  - 12月 - 東京都へ進出。直営第1号店（新宿店）を新宿区に出店[広報 3]。
- 1980年（昭和55年）
  - 7月 - 株式会社餃子の王将チェーンに商号変更[2]。
- 1985年（昭和60年）
  - 12月 - 王将食品株式会社、株式会社王将商事、株式会社ビーピーエーシステム餃子館の3社を合併[2]。
- 1987年（昭和62年）1月 - 和食事業へ進出[広報 3]。大阪府豊中市で寿司店を展開した後[広報 3]、いけすの王将などを出店[要出典]。
- 1990年（平成2年）
  - 12月 - 株式会社王将フードサービスに商号変更[2]。愛媛県へ進出[広報 3]（その後撤退したが、2014年6月16日に再出店）。
- 1991年（平成3年）2月 - 徳島県へ進出し、1号店を出店[要出典]。
- 1993年（平成5年）
  - 3月 - 株式を店頭登録市場（現・ジャスダック）に店頭公開[広報 2]
  - 6月 - 創業者・加藤朝雄が死去。2代目社長としてアサヒビール出身の望月邦彦が就任[5]
- 1994年（平成6年）6月 - 創業者・加藤朝雄の長男、潔が3代目社長に就任。次男の欣吾も代表取締役専務に就任[5]。
- 1995年（平成7年）1月 - 大阪証券取引所市場第二部および京都証券取引所に重複上場[広報 3]。
- 2000年（平成12年）4月 - 創業者・加藤朝雄の義弟で副社長の大東隆行が4代目社長に就任[6]。
- 2005年（平成17年）7月 - 中国の大連市に海外1号店を出店[広報 3]。
- 2006年（平成18年）3月 - 大阪証券取引所市場第一部に指定替え[広報 3]。
- 2007年（平成19年）7月 - 500店舗達成。500店目は神奈川県川崎市の川崎駅東口店[広報 3]。
- 2008年（平成20年）9月 - アサヒビール株式会社が筆頭株主となる[要出典]。
- 2009年（平成21年）
- 2011年（平成23年）
  - 7月27日[要出典] - 600店舗達成。600店目は奈良県天理市の天理インター店[広報 3]。
  - 8月31日 - いけすの王将三雲店（滋賀県湖南市）を閉店。和食事業から撤退。
- 2013年（平成25年）
  - 7月 - 東京証券取引所市場第一部へ移行[広報 3]。
  - 12月19日 - 早朝、京都市山科区の本社前で、当時の社長・大東隆行が何者かに銃撃され死亡[7]。これを受けて常務取締役の渡邊直人が5代目社長に就任[広報 1]

- 2016年（平成28年）3月 - 子会社であった王将餃子（大連）餐飲有限公司を清算結了[広報 3]。
- 2017年（平成29年）4月20日[要出典] - 中華民国へ進出し、台湾1号店（餃子的王將 高雄漢神巨蛋店）を高雄市に出店[広報 3]。

## 新人研修制度
2013年まで、スパルタ教育的とも評される内部研修が行われていた。

### テレビでの紹介、反響
具体的には山中の施設で外界と隔離され、社訓を覚える、3分間のスピーチで絶叫する、オリジナルの体操といった審査項目に合格しなければ卒業できないというもので、王将フードサービスではこれを当時「時代に逆行するのではないかと捉えられるが、躾をされる機会が少ない若者を、学生気分から脱却させるために必要な内容だ」とした。その様子が日本テレビ「TheサンデーNEXT」2010年（平成22年）4月11日の放送で紹介された際には、ゲストコメンテーターの弁護士・北村晴男は自身の高校時代の野球の部活経験と照らし合わせ「眠っている魂を引き出す」と絶賛。さらに「感動した」という内容の投書が新聞に複数寄せられ掲載された。
一方で、インターネット上では研修の内容に対し「ブラック企業」などを想起させるなどといった否定的なコメントも J-CASTによると多勢を占め、実際に同社はこの方針で上手く行っているのだから、研修について部外者がとやかく言うべきではない、といった趣旨の意見も寄せられている一方、不当な厳しさは真の意味での人材育成に結びつかないという批判もあるなど、議論を呼んだ。
この放送に対する反響に対して同社も公式コメントを発表したが、そのコメントの内容にも「社会って怖い」のような批判的なコメントや苦言を含む賛否が寄せられた。王将フードサービスの新入社員教育を批判的に取り上げたダイヤモンド社の記事に対して、中には「育ててもらえるのをありがたく思え」といった同社を擁護する意見もあったというが、多くは社員教育に対して批判的なものであったという。
王将フードサービスの売上高は、2010年（平成22年）6月に2年11か月ぶりで前年割れするまで増収を続け、2010年3月期決算時点で9年連続で過去最高益を更新し、売上高も7年連続の増収と発表された。番組放送後に発表された2010年4月期の決算でも前年同月比を上回る過去最高益を記録しており、売り上げの向上は同社の料理の質や接客サービスが年々向上していることを示しているが、研修の成果か否か明らかでない。
2000年頃にゴルフ場開発など本業以外の投資が失敗して経営が危ぶまれたが、2002年に社長に就任した大東隆行は営業本部長を兼務し、現場の立て直しと前述の本業に無関係の関連事業から撤退を断行して一年で黒字化した。大東は「自分を切磋琢磨しなければ研修にならない。愛情を持って育てたいからこそ厳しく指導している」と主張しており、実際厳しい研修を終えた後にはハワイでの楽しい研修が待っている、細かい心遣いがあるから厳しい研修にも耐えられるのであり、この厳しい研修制度が功を奏し、従業員から次々と新しいサービスや商品が提案されているとしている。

### 社長交代、取りやめ
王将社長射殺事件で大東隆行の死去により、渡邊直人常務が2013年に社長となった。渡辺もかつては研修で教官を務めていたが、批判をきっかけに、2013年をもって「スパルタ研修」を取りやめた。
「真剣な気持ちを持たせることが、顧客満足につながるという思い」の下行っており、番組放送後に受けた批判は予想外だったという。「誤解を招いては会社だけでなく社員や顧客、取引先にとってもマイナスになる」と考え、廃止したとしている。2016年現在、新入社員向けには挨拶やマナーの講座が、店長・副店長に昇格するためには座学による研修がある。

## 不祥事
- 2012年11月、餃子の王将の大阪府寝屋川市内の店舗で、客の40歳代の女性が、床にこぼれていた油で滑り左膝を打ち、左膝を骨折し、最終的に左膝が動かしにくくなる障害が残った[21]。女性は、滑る原因となった油が、調理場から飛び散ったものであるとし、「インターネットなどで滑りやすさが指摘されていたのに、店は予防措置を怠った」などとして、大阪地方裁判所に提訴[21]。2015年3月6日付で、王将フードサービス側が女性に解決金100万円を支払うことで和解が成立[22][21]。
- 2013年12月、社員とパート従業員に対し実際の労働時間に見合った残業手当を支給していないとして、京都下労働基準監督署から是正勧告を受けた[23]。王将フードサービスは2014年7月、2013年7月から社員とパート従業員計923名に対し、合計2億5500万円分の賃金の未払いがあったと発表[23]。2013年7月から2014年2月までの間、全国の直営店で残業時間を適正に管理せず、残業手当の一部を支給していなかったという。未払い分は同月中に支払うといい、その費用を2014年4~6月期に計上した[24][23]。
- 2014年9月25日、大阪市内の同社フランチャイズ店舗が、中国人6人を不法就労させていたことが明らかとなり、大阪府警察はこのフランチャイズ店を運営する企業の代表者を出入国管理及び難民認定法違反容疑で逮捕した[25][広報 5]。
- 2016年3月29日、反社会勢力との関係の有無を調べていた第三者委員会による調査報告書が発表され、創業家との関係が深い福岡県内の不動産会社経営男性が率いる企業グループとの不適切な取引があり[26]、約200億円が流出し、約170億円余が未回収になっていたことが明らかになった[27]。同社はこれらの取引を巡って2012年から社内調査を実施し、報告書をまとめていたが、公表は見送られ、社長だった大東隆行と総務部がそれぞれ1冊ずつ保管していた。また関係企業の1社とは同年1月まで取引があったことも確認された[28]。王将側は、調査報告書についての記者会見で、この経営者の素性について質問を受けたが、「ご想像にお任せします」「男女にかかわらず、この人とは取引しない」として、個人情報を理由に、かたくなにその公開を拒んだ[29]。

## テレビ番組
- 日経スペシャル カンブリア宮殿 「現場に、炎を起こせ!～ 不況に克つ 繁盛術 ～」（2009年1月26日、テレビ東京）- 王将フードサービス 社長 大東隆行出演[30]。

## 書籍

### 関連書籍
- 『なぜ、人は餃子の王将の行列に並ぶのか？ 本邦初！面白くてためになる「ギョーザ経済学」』（著者:プレジデント社）（2010年2月13日、プレジデント社）ISBN 9784833470872
- 『「餃子の王将」決算書で、儲けのポイントがサクッとわかる』（著者:柴山政行）（2010年3月10日、光文社）ISBN 9784334976064

#### 広報資料・プレスリリースなど一次資料
1. 1 2  代表取締役の異動に関するお知らせ (PDF)  王将フードサービスプレスリリース 2013年12月19日付
2. 1 2  “第48期有価証券報告書”.   株式会社王将フードサービス (2022年6月28日). 2022年11月2日閲覧。
3. 1 2 3 4 5 6 7 8 9 10 11 12 13  “沿革”.   王将フードサービス. 2018年9月30日閲覧。
4. ↑  “王将4月期決算”. 餃子の王将.  オリジナルの2016年3月4日時点におけるアーカイブ。 2010年6月6日閲覧。
5. ↑  “本日の一部報道に関するお知らせ” (PDF). 餃子の王将 (2014年9月26日). 2016年3月4日時点のオリジナルよりアーカイブ。2022年4月28日閲覧。